# Himertosoma longicaudatum
Himertosoma longicaudatum är en stekelart som först beskrevs av Pierre L. G. Benoit 1955.  Himertosoma longicaudatum ingår i släktet Himertosoma och familjen brokparasitsteklar. Inga underarter finns listade i Catalogue of Life.